# Steven Knight
Steven Knight (Birmingham, 1959) é um roteirista britânico. Foi indicado ao Oscar de melhor roteiro original na edição de 2004 pelo trabalho na obra Dirty Pretty Things. Knight é conhecido por ter criado a famosa série Peaky Blinders.